# Jordan Hinson
Jordan Danielle Hinson (El Paso, Texas, 4 de junio de 1991) es una actriz estadounidense.
Nació en Texas y creció como una dedicada gimnasta. Danielle empezó actuando en obras de teatro a la edad de seis años, y dejó de lado la gimnasia para dedicarse a la actuación. Después de mudarse a Los Ángeles, apareció en numerosos comerciales de televisión.
Hizo su debut en el cine en 2005, protagonizando a una aspirante a figura profesional de patinaje artístico, Katelin Kingsford, en la película original Disney Channel Go Figure. Aprendió a patinar sobre hielo para la película y fue entrenada por la coreógrafa olímpica y dos veces ganadora del Emmy, Sarah Kawahara. También protagonizó el thriller  Glass House: The Good Mother (2006) frente a Angie Harmon. Actualmente interpreta a Zoe Carter en la serie producida para Sci-Fi Channel Eureka.
Hinson disfruta escribiendo en sus ratos libres, y ha terminado recientemente su primer guion. También escribe música y es una ávida lectora. Su libro favorito es Airborn.

## Filmografía
| Año       | Nombre                                        | Papel             |
| --------- | --------------------------------------------- | ----------------- |
| 2018      | Living Among Us (Película)                    | Carrie            |
| 2018      | Más allá del cielo (Película)                 | Emily Reed        |
| 2011      | A Very Harold & Kumar 3D Christmas (Película) | Mary              |
| 2008      | CSI: Miami (Serie de televisión)              | Hannah Radley     |
| 2008      | Dirt (Serie de televisión)                    | Christa Darby     |
| 2006-2011 | Eureka (Serie de televisión)                  | Zoe Carter        |
| 2006      | Glass House: The Good Mother                  | Abby Snow         |
| 2005      | Go Figure                                     | Katelin Kingsford |
| 2004      | Dumping Ground (Cortometraje independiente)   | Katie A.          |

### Televisión
| Year    | Title                        | Role              | Notes                              |
| ------- | ---------------------------- | ----------------- | ---------------------------------- |
| 2005    | Go Figure                    | Katelin Kingsford | TV film                            |
| 2006    | “Hannah Montana”             |                   |                                    |
| 2006    | Eureka: Hide and Seek        | Zoe Carter        | "Part One"                         |
| 2006-12 | Eureka                       | Zoe Carter        | Main role                          |
| 2008    | Dirt                         | Christa Darby     | "Dirty, Slutty Whores"             |
| 2008    | CSI: Miami                   | Hannah Radley     | "To Kill a Predator"               |
| 2009-10 | Hank                         | Maddie Pryor      | Main role                          |
| 2013    | A Mother's Rage              | Conner Mayer      | TV film                            |
| 2015    | Trigger Point                | Callie Banner     | TV film                            |
| 2015    | Trevor Moore: High in Church | Wife              | TV film                            |
| 2015    | Kevin from Work              | Roxie Daly        | Main role                          |
| 2016    | Life in Pieces               | Host              | "Tattoo Valentine Guitar Pregnant" |